# Rhamphomyia cervi
Rhamphomyia cervi är en tvåvingeart som beskrevs av Bartak 2006. Rhamphomyia cervi ingår i släktet Rhamphomyia och familjen dansflugor.
Artens utbredningsområde är Frankrike. Inga underarter finns listade i Catalogue of Life.